# Eduardo Sarmiento Palacio
Eduardo Sarmiento Palacio (Bogotá, 22 de febrero de 1940) es un ingeniero, economista y escritor colombiano.

## Biografía
Nació en el seno de una familia acaudalada de la capital. La cercanía a su tío materno, el intelectual y político Alfonso Palacio Rudas, le permitió familiarizarse desde temprana edad con la lectura de los clásicos en la amplia biblioteca familiar. Realizó estudios secundarios en el Liceo de Cervantes y a los 23 años de edad obtuvo el título de Ingeniero Civil en la Universidad Nacional de Colombia. En una entrevista afirmó: "Preferí la Nacional a los Andes o la Javeriana porque creo que la sociedad está mal y no encuentro razonable la discriminación social. Voy advirtiendo que las sociedades segregadas, concentradas, no avanzan, que probablemente lo mejor es un lugar que le da oportunidades a todo el mundo. Eso me lleva a buscar una cierta cercanía con las mayorías, ya sea a través de la universidad o de los escritos".
En 1966 fue becado por la Fundación Ford para realizar estudios doctorales en economía en la Universidad de Minnesota, Estados Unidos, donde se convirtió en el primer latinoamericano en obtener un doctorado en esa universidad y uno de los primeros colombianos con título de PhD. Tras su regreso a Colombia se vinculó a la docencia como profesor asociado de la Universidad de los Andes. Poco después se desempeñó como director del Departamento de Planeación Nacional, desde donde impulsó el desarrollo de la construcción y contribuyó para implementar la UPAC (Unidad de Poder Adquisitivo Constante), sistema que tuvo sus orígenes en Brasil y que entre 1972 y 1999 sirvió para el desarrollo de la vivienda en Colombia. Uno de sus principales objetivos era mantener el poder adquisitivo de la moneda y ofrecer una solución a quienes necesitaran tomar un crédito hipotecario de largo plazo.
Sarmiento es autor de numerosas publicaciones sobre temas económicos, entre las cuales se destaca Nuevos desafíos del desarrollo, que le valió el Premio Alejandro Ángel Escobar. La revista Estrategia Económica en 1992 lo designó como uno de los quince mejores economistas en la Historia del país. La Universidad Pedagógica y Tecnológica de Colombia de Tunja nombró una cátedra universitaria con su nombre.
En el ámbito político, ha sido por varias décadas miembro del Partido Liberal Colombiano, abanderando académicamente la tendencia socialdemócrata de centro izquierda al interior de la colectividad; fue así como a principios de la década de 1990 protagonizó un fuerte debate con respecto a la aplicación de la apertura económica en el país; a favor de la apertura acelerada se encontraban Rudolf Hommes y Armando Montenegro, y en contra, Sarmiento, José Antonio Ocampo y Ernesto Samper. Durante los noventa, Sarmiento también se desempeñó como decano de la Facultad de Economía de la Universidad de los Andes de Bogotá; actualmente pertenece al centro de estudios económicos de la Escuela Colombiana de Ingeniería Julio Garavito además de ser profesor de dicha institución en el programa de Economía.
Ha sido vicepresidente (2005-2007) y presidente (2007-2009) del Consejo Programático Nacional del Partido Liberal de Colombia. Es columnista económico de El Espectador.

## Enlaces
- Perfil en Universia
- Columnas en El Espectador Archivado el 16 de abril de 2009 en Wayback Machine.

- Datos: Q5819709